# 넙치농어
넙치농어(학명: Lateolabrax latus)는 주걱치목 내지는 농어목 농어과에 속하는 물고기이다. 전체적인 몸길이는 65~70cm로 중형의 몸집을 가진 어종이다.

## 특징과 먹이
넙치농어는 농어와 가장 가까운 친적의 어종으로 농어와 함께 농어과에 속하는 단 둘뿐인 유이한 어종이다. 농어와는 대체적으로 특징이 유사하지만 농어와의 차이점으로는 꼬리목이 짧고 일자형이며 농어에게는 없는 턱밑 돌기가 오돌토돌 솟아 있는 차이점이 있다. 또한 배부분의 지느러미 색상이 농어는 흰색에 가까운 은백색이지만 넙치농어는 검은색에 가까운 어두운 갈색을 가진 것이 특징이다. 또한 등쪽의 색도 농어는 푸른색의 빛을 띄는 회색이지만 넙치농어는 녹색의 빛을 띄는 회색이라는 차이점도 존재한다. 비늘의 색이 농어는 옅은 황색(금색)이지만 넙치농어는 몸전체의 비늘색이 검은빛의 어두운 은색을 띄고 있다.
등지느러미의 연조부와 가시는 분리되어 있으며 성어의 연조수는 15~16개이다. 각 지느러미는 암회색이다. 아래턱 배쪽에는 1줄의 비늘이 있고 유공측선의 비늘이 총 71~76개까지 있다. 유어 시절에는 옆줄과 등지느러미에 검은 점들이 흩어져 있다. 먹이로는 갑각류, 조개류, 멸치, 청어, 꽁치와 같은 작은 물고기를 주로 잡아먹고 사는 육식성의 물고기에 속한다.

## 서식지와 산란기 및 어획
넙치농어의 서식지는 대한민국, 일본, 중국, 베트남, 태국으로 이어지는 동중국해와 북서부 태평양으로 주로 연안에서 서식하는 어종이다. 수심 0~30m의 표해수대에서 주로 서식하는 표해수층의 어류이다. 산란기는 3월~6월의 봄과 이른 초여름으로 산란기에 수컷의 수정을 받은 암컷은 한번에 2,000개의 알을 산란한다. 넙치농어는 식용으로도 이용이 되는 어종이며 주로 회, 생선 등으로 가장 많이 먹는다.

## 같이 보기
- 농어
- 농어과